# Велиев, Джафар Джебраил оглы
Джафар Джебраил оглы Велиев (азерб. Cəfər Cəbrayıl oğlu Vəliyev; 12 ноября 1930, Баку — 1 июня 2012, Баку) — советский хозяйственный, государственный и политический деятель Азербайджанской ССР. Доктор юридических наук, профессор, генерал-лейтенант внутренней службы.

## Биография
Родился в 1930 году в Баку. Член КПСС с 1955 года.
С 1953 года — на хозяйственной, общественной и политической работе. В 1953—2012 годы — референт отдела культуры, заместитель начальника отдела советских органов Совета министров Азербайджанской ССР. Заместитель заведующего отделом административных органов ЦК КП Азербайджана. Заместитель Прокурора республики. Заведующий отделом административных органов ЦК КП Азербайджана. Министр внутренних дел Азербайджанской ССР (1978—1987). Председатель Центральной избирательной комиссии Азербайджана (1992—2000). Председатель Арбитражного суда Азербайджана. Президент группы компаний «Мессенат Холдинг».
Избирался депутатом Верховного Совета Азербайджанской ССР 8, 9, 10, 11 созывов.
Умер в 2012 году в Баку.

## Награды
- Орден «Независимость» (11 ноября 2005) — за плодотворную деятельность в органах судебной власти Азербайджанской Республики и заслуги в развитии юридической науки[1]
- Орден «Слава» (11 ноября 2000) — за заслуги в развитии юридической науки в Азербайджане[2]
- Орден Трудового Красного Знамени (1976)